# Церква Пресвятої Євхаристії (Волосянка)
Церква Пресвятої Євхаристії (в радянських джерелах — Преображенська церква) — дерев'яна церква із дзвіницею в селі Волосянка Стрийського району Львівської області. Має статус пам'ятки архітектури національного значення України, охоронний № 1411. Парафія церкви підпорядковується Сколівському деканату Самбірсько-Дрогобицькій єпархії Львівської митрополії УГКЦ.

## Історія
Церква Пресвятої Євхаристії у Волосянці була зведена на місці попередньої у 1804 або 1824 роках. В радянських джерелах церква фігурує як Преображенська, а на охоронній табличці вказана дата «1762 р.», тому можна припустити, що попередня церква була присвячена Преображенню Господньому. Втім, на церковній дзвіниці теж висить охоронна табличка, на якій зазначено «Преображенська церква і дзвіниця 1804—1824». Первісно церква присвячувалася святому Михаїлу, але у 1894 році переосвячена на Пресвятої Євхаристії.
За радянських часів, у 1960-х роках церкву закрили, але завдяки зусиллям громади у 1975 році влада дозволила зрідка проводити у церкві богослужіння, спершу раз на місяць, пізніше двічі. Службу відправляли священики зі Славського о. В. Шак, М. Гайдук. Регулярні богослужіння відновилися лише у 1984 році. У 1987 році церкву коштом громади відреставрували.
У 1996—1998 роках в селі збудували нову дерев'яну церкву Перенесення Мощів Святого Миколая за проектом архітектора Ігоря Подоляка, а церкву Пресвятої Євхаристії закрили, богослужіння відбуваються лише на великі свята. Після 2007 року в церкві та дзвіниці зробили косметичний ремонт і пофарбували.

## Опис
Церква стоїть на пагорбі, біля старовинного кладовища. Незважаючи на те, що село Волосянка розташоване на межі Бойківщини, в архітектурному плані відноситься до бойківського типу церков: орієнтована по осі схід—захід, триверха, тридільна, із квадратною центральною навою та прямокутними вівтарною частиною і бабинцем, які широкою стороною прилучаються до нави. Втім, церква має деякі особливості: до центральної нави з півночі та півдня приєднані прямокутні кліроси—каплиці, завдяки яким храм набуває рис хрестоподібного, що, на думку Михайла Драґана, є проявом впливу архітектури грецьких, зокрема, афонських православних храмів. До вівтарної частини з півночі прибудоване вузьке допоміжне приміщення. Основні зруби мають однакову висоту і перекриті багатозаломними комбінованими верхами: над центральною навою — один чотирибічний і над ним три восьмибічних заломи, над вівтарем і бабинцем — два восьмибічних заломи на одному чотирибічному. Увінчуються верхи бароковими банями з перехватом і главками на восьмериках. Бічні кліроси — однієї висоти зі зрубами, вкриті трисхилими дахами.
Східний і західний фасади церкви акцентовані відкритими галереями із різьбленими фігурними стовпами, які підтримують звіс. Віконні прорізи розміщені рівномірно, завершені лучковими перемичками. По периметру церква оперезана вузьким піддашшям на кронштейнах.
Внутрішній простір нави та вівтарної частини розкриті у висоту до рівня основ верхів, на рівні першого залому укріплених по периметру дерев'яними стяжками, кліроси та бабинець мають пласкі перекриття. Хори вузькі, розташовані у західної стінки бабинця, який сполучається з центральною навою широким арковим прорізом. Прорізи кліросів мають зубчастий декор. Серед ікон церкви дві намальовані у 1860-х роках Корнилом Устияновичем — «Преображення Христа» і «Святий Онуфрій».
На захід від церкви, на рівні її основної осі стоїть дерев'яна, квадратна у плані дзвіниця. Її будівля має три яруси, перші з яких — зрубної конструкції, а третій має вигляд відкритої галереї-аркади, завершується восьмигранним наметовим верхом із маківкою. Великий дзвін був виготовлений у 1868 році майстром Гнатом Лесівим з с. Верхня Рожанка на замовлення тогочасного пароха Івана Реваковича. Менший дзвін виготовили у 1927 році на замовлення Михайла Реваковича. Після зведення нової церкви обидва дзвони перенесли до нової дзвіниці.

## Парохи церкви
- Іван Ревакович (1850[18] — червень 1896[19])
- Михайло Ревакович (11 червня 1896[8] — 1950)[20][21]
- Олекса Базюк (після 1950)[22]
- о. І. Дьорка (після 1952—1961)[22]
- о. Роман Левицький (9 жовтня 1984 — 26 вересня 2009)[9]

## Галерея

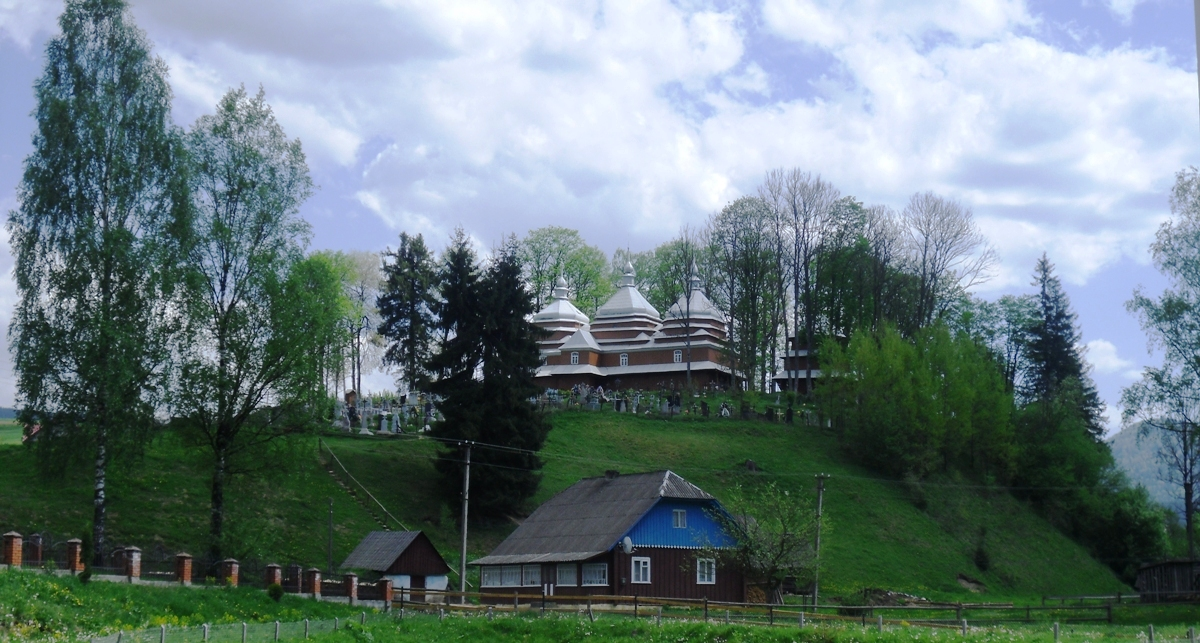
Церква на пагорбі
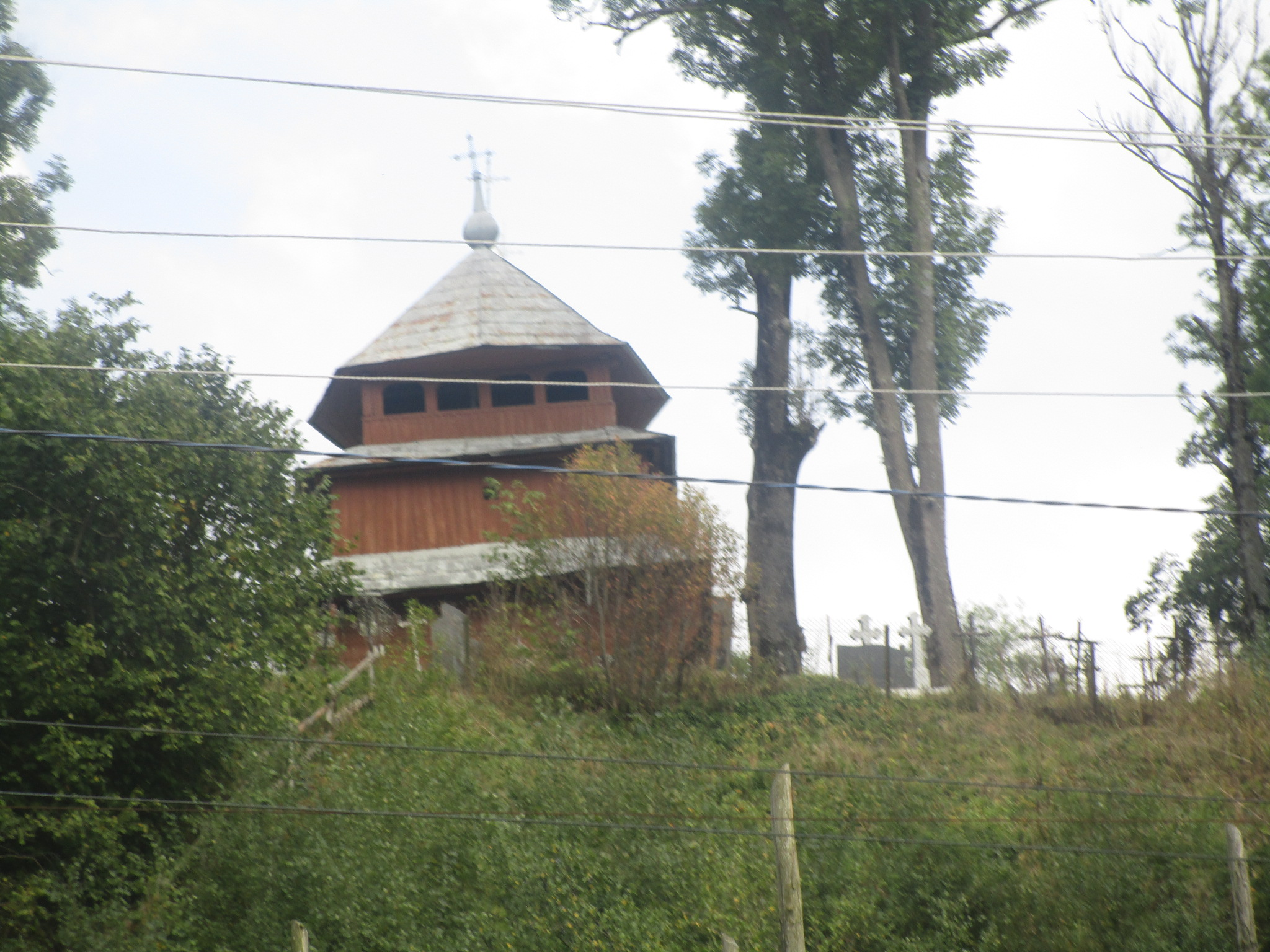
Дзвіниця